# 도이인타논산
도이인타논산(태국어: ดอยอินทนนท์, 영어: Doi Inthanon)은 태국에서 가장 높은 산으로 치앙마이주 촘통군에 있다. 과거에는 ‘도이루앙’(큰 산이라는 뜻), ‘도이앙카’(까마귀 연못 꼭대기라는 뜻)라는 말로 알려져 있었다. 산 아래 근처에 수많은 까마귀들이 모여드는 연못이 있는데 그러한 유래에서 생겨난 이름이다. 도이인타논산이라는 이름은 인타위차야논 왕에 의해 하사받은 것으로 그는 치앙마이의 마지막 왕이었다.

## 지리
도이인타논산은 미얀마와 태국를 나누는 산맥의 일부이다. 이 산은 또한 로이 라 산맥, 댄 라오 산맥 등으로 알려져 있다. 이 산맥은 샨 고원의 최서단으로, 살라윈 강의 유류를 메콩강의 유류와 분리한다. 이 산맥의 다른 높은 봉우리들은 도이 루앙 치앙다오(2,175m), 도이 뿌이(1,685m), 도이수텝(1,601m)이다.
1954년 도이인타논산 주변의 숲들이 태국의 14개의 국립 공원 중의 하나로 지정되었다. 1972년과 1975년에는 그 지역이 확대되었고, 현재는 482.40 km2 면적에 이른다. 공원은 해발 800m에서 2,565m에 이르며, 그리하여 기후적으로, 생태적으로 다른 362개의 종에 부분을 걸치고 있다. 그리하여 태국 국립 공원 중에 두 번째로 많은 종의 새를 가지고 있으며, 태국의 지붕으로 불린다.
도이인타논산의 완만한 경사 위로 산악 부족인 카렌족 반솝 마을에는 바치라탄 폭포가 있으며, 그곳에서 바치라탄 강이 화강암 절벽을 헤집고 흘러내린다.

## 나파메이타니돌 탑
도이인타논산으로 올라가는 주요 도로 위에는 두 개의 나파메이타니돌 탑이 서 있다. 이 사원들은 1987년과 1992년에 국왕과 왕비의 60주년 생일을 기념하기 위해 세워졌다.

## 지질
지질학적으로 이 산은 북쪽에서 남쪽으로 화강암 저반의 산맥이다. 이 산맥의 두 번째로 높은 봉은 도이 후아 모드 루앙으로 2,340m이다.

## 같이 보기
- 태국의 주
- 이산

## 갤러리

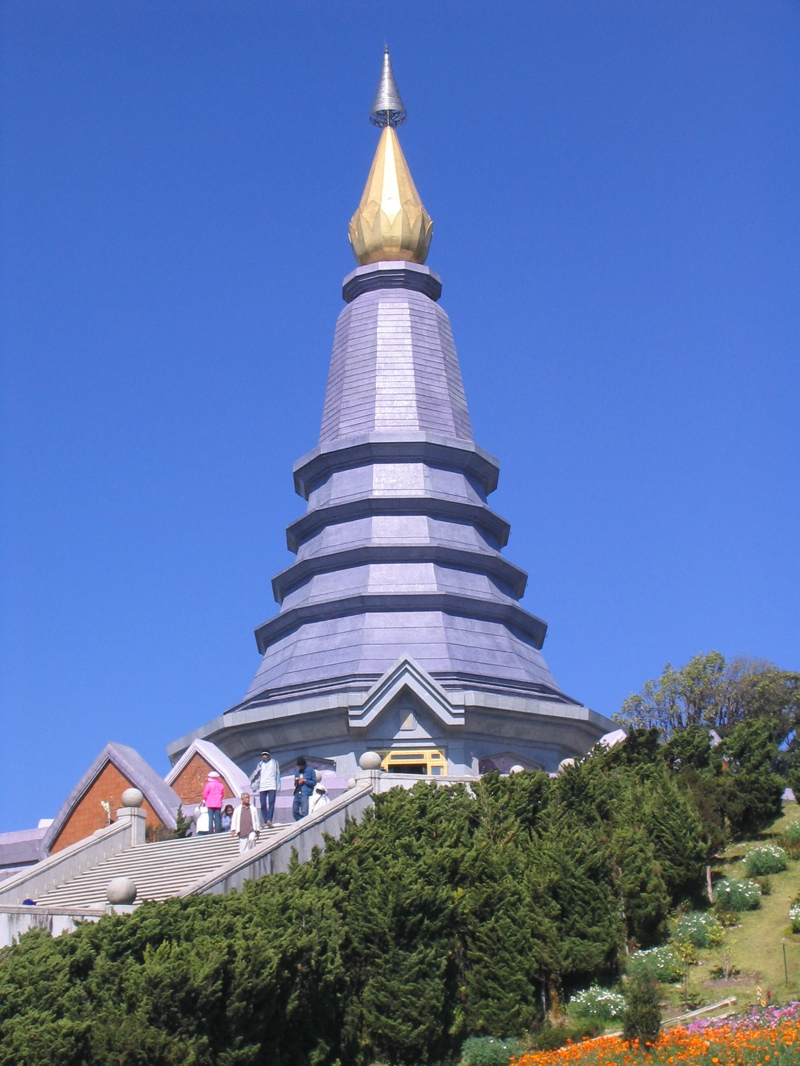
여왕의 나빠마이따니돌 탑
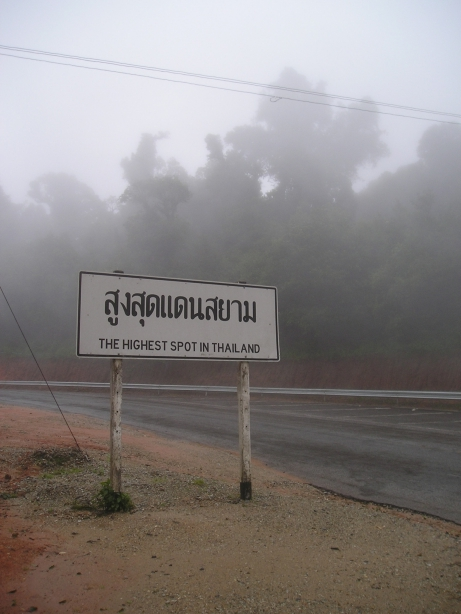
도이 인타논 산 정상
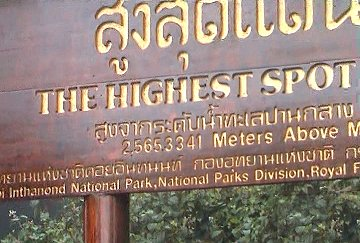
산 정상의 안내판
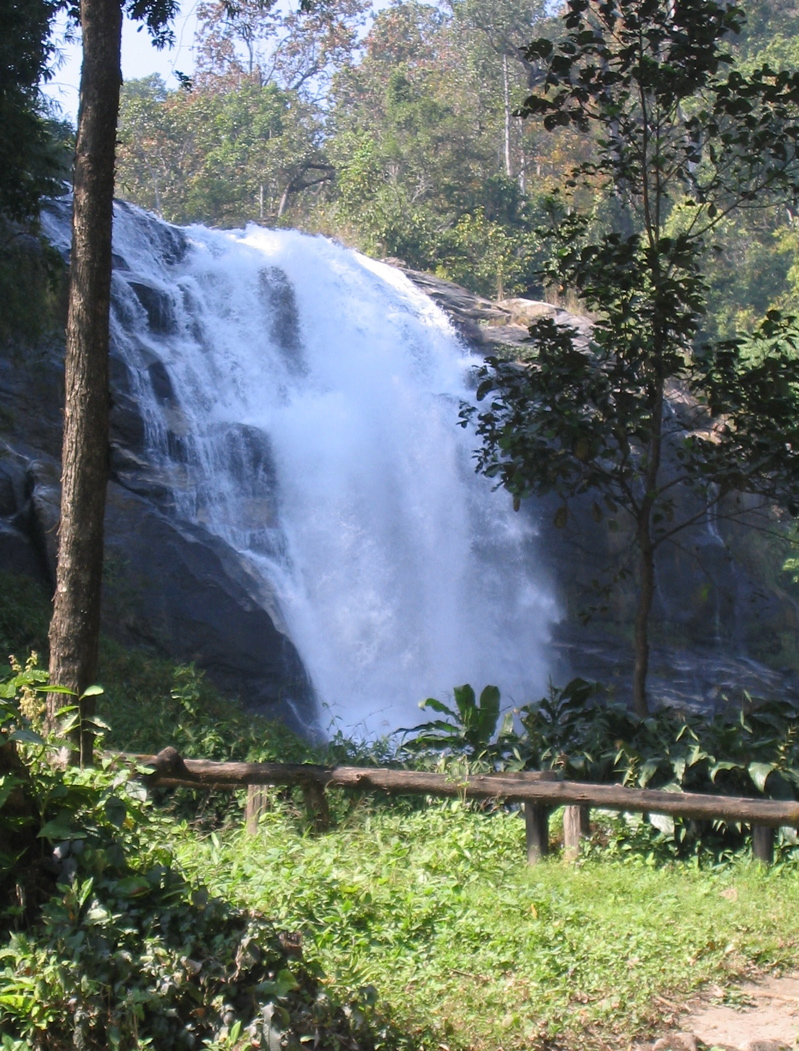
바치라탄 폭포